# Język aranadański
Język aranadański (aranadan, aranatański) – język drawidyjski używany w Indiach, zwłaszcza w dystrykcie Malappuram stanu Kerala. Uważa się, że jest zagrożony wymarciem.